# 子宫圆韧带
子宫圆韧带是连接子宫和大阴唇的韧带。它起源于子宫角和输卵管的连接处，从子宫旁横过子宫阔韧带由内向前外跨过髂外血管，继而穿过腹股沟管离开骨盆，止于大阴唇前端的皮下。
子宫的两条圆韧带是由胚胎时期的睾丸引带发育而来

## 作用
子宫圆韧带通过抵消可能施加在子宫上的任何后向力量（例如膨胀的膀胱或卧位时的重力），维持子宫前倾状态。 

### 孕期
在怀孕时，随着胎儿的发育，子宫也会逐渐增大，为维持子宫的前倾状态，子宫圆韧带也会相应的拉伸，从而引起子宫圆韧带疼痛。 

## 相关疾病
- 子宫圆韧带囊肿

## 其他图片

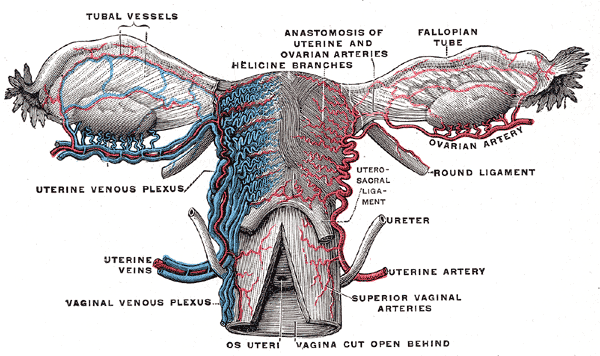
子宫及其附属组织的血管，后视图
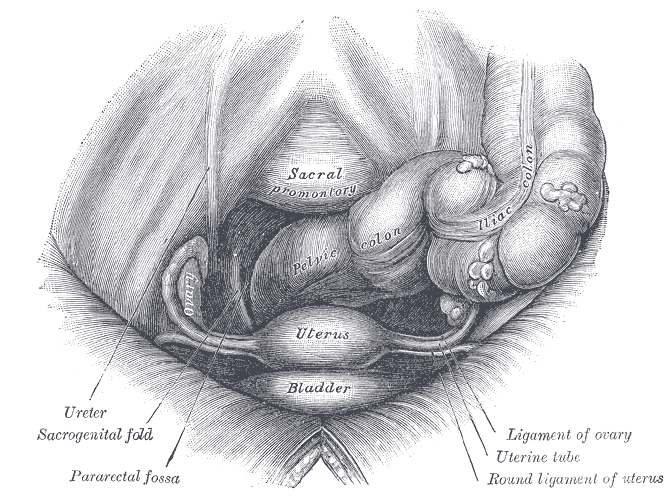
从上方和前方观察女性骨盆及其内容物
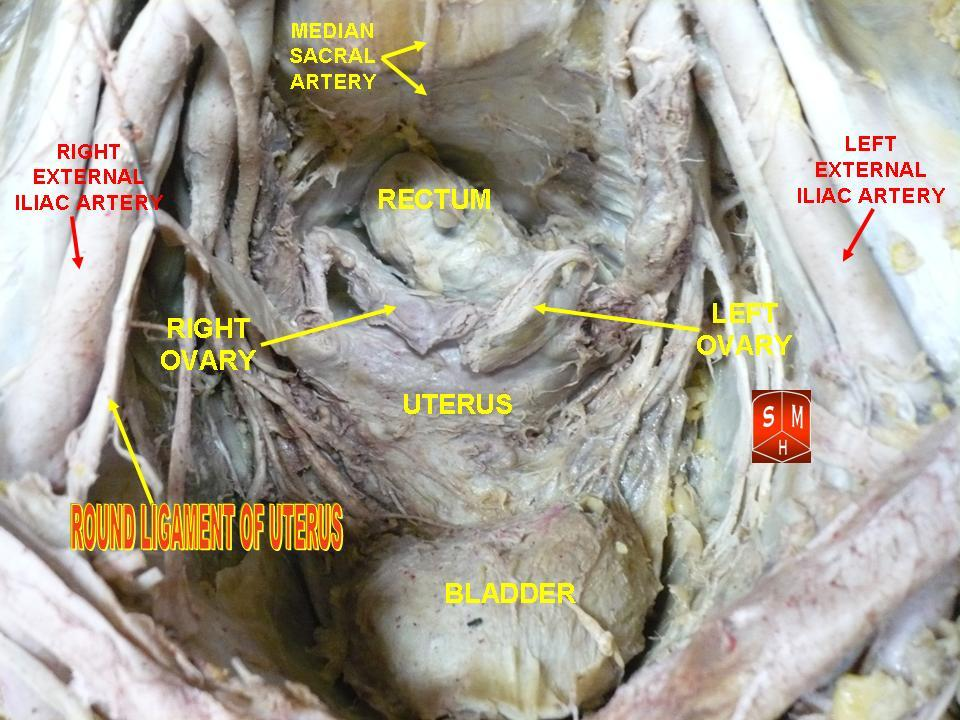
子宫圆韧带
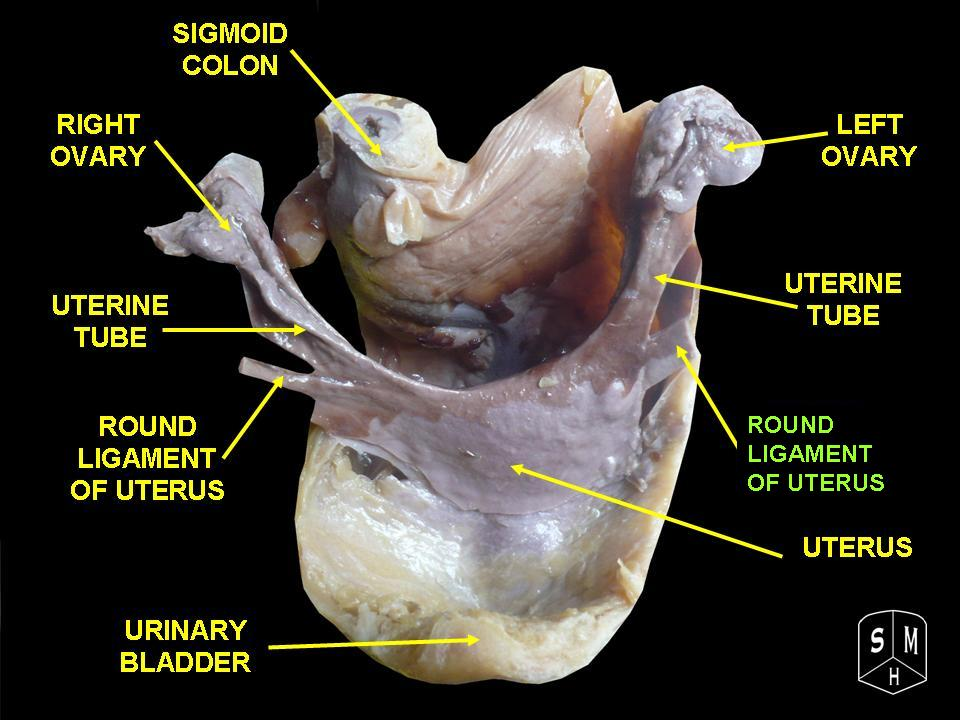
子宫圆韧带